# Kênh T5
Kênh T5 hay Kênh Võ Văn Kiệt là một con kênh đổ ra Kênh Rạch Giá - Hà Tiên. Kênh có chiều dài 28 km. Kênh T5 chảy qua các tỉnh Kiên Giang, An Giang.

## Lịch sử
Thủ tướng Võ Văn Kiệt thường cùng lãnh đạo các tỉnh, các nhà khoa học khảo sát vùng Đồng bằng sông Cửu Long, đặc biệt là tứ giác Long Xuyên và luôn trăn trở làm cách nào để thoát nhanh nước lũ từ Campuchia tràn về tránh tình trạng ngập lũ nặng, đồng thời khai thác vùng đất hoang hóa, thường xuyên ngập phèn, để phát triển nông nghiệp.
Năm 1996, ông Võ Văn Kiệt vào An Giang, xắn quần đi kiểm tra tình hình lũ. Hiệu quả thoát lũ của kênh Vĩnh Tế và những tiện lợi của nó đối với dân chúng được Thủ tướng đặc biệt quan tâm. Ông hỏi han cặn kẽ cán bộ địa phương và gặp trực tiếp người dân. Ý tưởng thoát lũ ra biển Tây và làm thêm đê bao để phát triển vùng đất này đã được cán bộ địa phương trình bày.
Lúc đó cũng có một số người phản đối với lý do làm thay đổi lối sống truyền thống và có thể làm hụt lượng phù sa vào đồng. Tuy nhiên, nhiều lãnh đạo ngành nông nghiệp, thủy lợi và các nhà khoa học như giáo sư Nguyễn Sinh Huy, Nguyễn Văn Hiệu, Hồ Chín, Tô Văn Trường... lại cùng quan điểm trị thủy để phát triển nông nghiệp. Họ còn nghiên cứu thực địa, đề xuất những giải pháp chi tiết. Thủ tướng đặc biệt quan tâm đến đê bao chống lũ “vùng O” của ba xã Mỹ Lương, Tân Hòa, Phú Hưng thuộc huyện đầu lũ Phú Tân. Đây là công trình đê chống lũ để làm lúa 2-3 vụ đầu tiên ở An Giang do địa phương đề xuất và tự tổ chức thực hiện bằng kinh nghiệm dân dã nhưng đã thành công trên mong đợi.
Sau quá trình nghiên cứu, khảo sát và lên kế hoạch tỉ mỉ đến chi tiết, Thủ tướng Võ Văn Kiệt quyết định cho thi công hệ thống kênh T4,T5,T6 vào năm 1997.

## Hiệu quả kinh tế - xã hội
Người dân địa phương đánh giá Thủ tướng Võ Văn Kiệt đã có những đóng góp quan trọng trong công cuộc khai phá vùng Tứ giác Long Xuyên để biến vùng đất được ví như "túi phèn" này thành vựa lúa của cả nước. Kênh T5 do cố Thủ tướng phát lệnh khởi công vào ngày 22-4-1997 đã khởi đầu công trình thoát lũ ra biển Tây và đánh thức tiềm năng của cả vùng Tứ giác Long Xuyên. Khi công trình này hoàn thành và đưa vào sử dụng, nó đã biến đổi nơi đây thành vùng đất trù phú với hơn 1 vạn hecta đất trồng lúa 2-3 vụ/năm. Cũng từ đó, người dân khắp nơi đổ xô về đây lập nên cơ nghiệp. Người dân ở 2 tỉnh An Giang và Kiên Giang luôn biết ơn cố Thủ tướng Võ Văn Kiệt nên gọi dòng kênh T5 này là 'kênh Ông Kiệt' hay 'kênh Ông Sáu'.

## Đặt tên Võ Văn Kiệt
Ngày 10-7-2009, HĐND tỉnh An Giang đã quyết định đặt tên kênh T5 là kênh Võ Văn Kiệt và dựng bia tưởng niệm cố thủ tướng. Trong hệ thống kênh đào mới năm 1997, kênh T5 dài 48 km, có quy mô lớn nhất, có vai trò quan trọng nhất nên được chọn làm đại diện để đặt tên kênh Võ Văn Kiệt, đồng thời dựng bia tưởng niệm tại đầu tuyến kênh.